# Carlo Buccarella
Carlo Buccarella (Salonicco, 7 giugno 1896 – Monfalcone, 12 luglio 1916) è stato un militare italiano insignito della medaglia d'oro al valor militare alla memoria nel corso della prima guerra mondiale.

## Biografia
Nacque a Salonicco, Grecia,  il 7 giugno 1896, in una famiglia pugliese, figlio di Francesco, diplomatico, e di Antonietta Grasso. In tenera età seguì il padre, addetto consolare a Smirne dove effettuò gli studi conseguendo il diploma di ragioniere presso la scuola italiana tecnico-commerciale. Alla dichiarazione di guerra all'Impero austro-ungarico rientrò subito in Patria arrivando in Italia, e nel novembre 1915 ottenne di essere ammesso al corso per allievi ufficiali di complemento presso la Regia Accademia Militare di Fanteria e Cavalleria di Modena. Nominato aspirante ufficiale nel marzo 1916 venne assegnato al 132º Reggimento fanteria della brigata Lazio che, fin dallo scoppio delle ostilità era schierata nel settore della testa di ponte di Gorizia. Raggiunto il reggimento in linea, ed assegnato alla 6ª Compagnia, prese parte alle operazioni di attacco a sorpresa contro le posizioni del Monte San Michele. Il 12 maggio, alla testa del suo plotone, partecipò alla conquista di un importante tratto di linea per cui ebbe un encomio solenne. Promosso sottotenente, alla fine di giugno fu inviato sulle posizioni italiane alle Cave di Selz, presso Monfalcone, dove il nemico aveva costruito delle trincee fortemente presidiate, che impedivano ai reparti italiani di progredire e che bisognava assolutamente conquistare. Il 29 giugno vi fu un attacco agli apprestamenti difensivi a sbarramento di un valloncello verso il Monte San Michele, ed alla testa del suo plotone giunse per primo nella trincea avversaria catturandone il presidio.
Il 1º luglio, durante un violento contrattacco avversario, mentre in piedi sulla trincea, dirigeva il fuoco dei suoi soldati cadde mortalmente ferito. Insignito di due medaglie d'argento al valor militare esse, con Regio Decreto dell'8 gennaio 1922, furono tramutare nella medaglia d'oro al valor militare alla memoria.